# Le Havre (película)
Le Havre, titulada El puerto (en Argentina y Uruguay) y Le Havre (en España y resto de Hispanoamérica), es una película de género dramático con un toque de comedia, escrita y dirigida por Aki Kaurismäki, y protagonizada por André Wilms, Kati Outinen, Jean-Pierre Darroussin y Blondin Miguel. Su argumento se centra en la historia de Marcel Marx, escritor y conocido bohemio autoexiliado en la ciudad de El Havre, y su interacción con un joven africano que llega al puerto a bordo de un carguero.
La película se estrenó en la sección competitiva del Festival de Cannes 2011, recibiendo el premio FIPRESCI de la crítica. En total obtuvo 34 nominaciones y 15 galardones.

## Sinopsis
Marcel, un conocido escritor bohemio, decide autoexiliarse en El Havre donde siente que está más cerca de la gente después de adoptar el honrado —aunque no muy provechoso— oficio de limpiabotas. Ha enterrado el sueño de convertirse en un reconocido autor y vive felizmente dentro de un triángulo compuesto por su bar preferido, su trabajo y su esposa Arletty. 
El destino provoca que se cruce con un inmigrante menor de edad llegado del África negra. Arletty cae enferma, y a Marcel no le quedará más remedio que alzarse una vez más ante el frío muro de la indiferencia humana con su optimismo y la solidaridad de los habitantes del barrio como únicas armas. Pero se enfrentará a la maquinaria ciega de un Estado constitucional, representado por la policía, que sigue la pista al joven refugiado. Ha llegado el momento de que Marcel se lustre los zapatos y enseñe los dientes.

## Reparto
- André Wilms como Marcel Marx. Nombre en honor a Karl Marx.[6]
- Kati Outinen como Arletty. Nombre en honor a Arletty.
- Jean-Pierre Darroussin como Monet. Nombre en honor al detective de Crimen y castigo.
- Blondin Miguel como Idrissa.
- Elina Salo como Claire.
- Evelyne Didi como Yvette.
- Quoc Dung Nguyen como Chang.
- Laika como Laika.
- François Monniè como Grocer.
- Roberto Piazza como el pequeño Bob.
- Pierre Étaix como el doctor Becker.
- Jean-Pierre Léaud como Denouncer.[7]

## Enlacesexternos
- Sitio web oficial Archivado el 16 de noviembre de 2011 en Wayback Machine..
- Le Havre en Internet Movie Database (en inglés).
- Le Havre en FilmAffinity.
- Le Havre en Eurochannel con Era una vez: Le Havre, el puerto de la esperanzaLe Havre en Rotten Tomatoes (en inglés).
- Le Havre en Metacritic (en inglés).

- Datos: Q736498